# Charlotte Gainsbourg
Pour les articles homonymes, voir Gainsbourg et Ginsburg.
Charlotte Lucy Ginsburg, dite Charlotte Gainsbourg, née le 21 juillet 1971 à Londres (Royaume-Uni), est une actrice et chanteuse franco-britannique.

## Biographie

### Jeunesse et famille

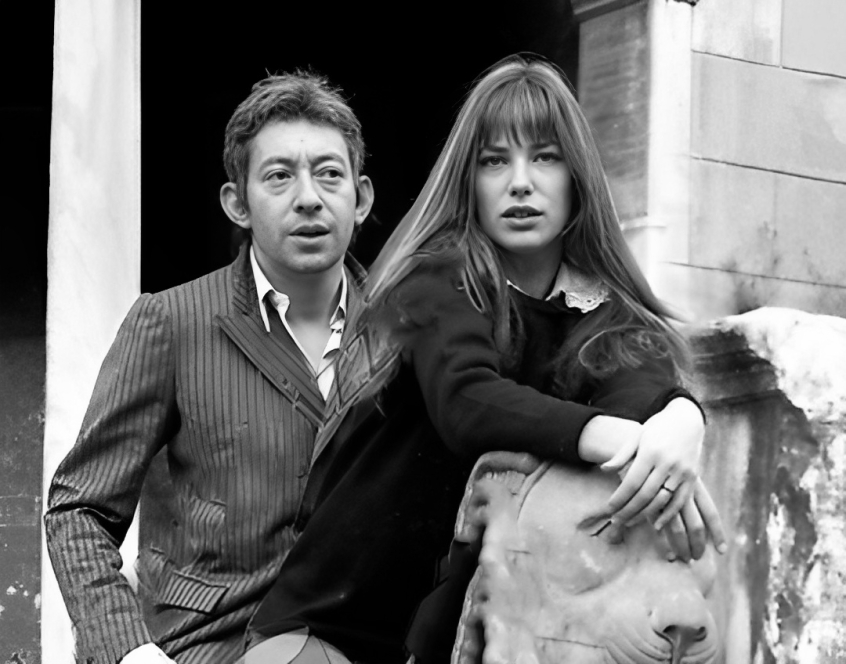
Serge Gainsbourg et Jane Birkin en 1974 en Italie.

Charlotte Gainsbourg est issue d'une famille juive française russe anglaise. Son père Serge Gainsbourg (1928-1991), juif d'origine russe, est chanteur, compositeur et réalisateur de films, et sa mère Jane Birkin (1946-2023), anglaise, est chanteuse et actrice,
. Ses parents formant dès 1968 un couple très médiatisé, Charlotte Gainsbourg l'est également dès sa naissance, en 1971.
Nièce du réalisateur Andrew Birkin et filleule de Yul Brynner, Charlotte Gainsbourg a également deux demi-sœurs, Kate Barry et Lou Doillon, du côté de sa mère ; ainsi que deux demi-frères, Paul et Lucien Gainsbourg (mieux connu sous le diminutif « Lulu », fils de Bambou) et une demi-sœur, Natacha, du côté de son père.
À l'âge de treize ans, elle demande d'aller vivre en pension où elle reste une année au collège Beau Soleil à Villars-sur-Ollon en Suisse. Elle s'explique à ce sujet : « Je venais de tourner Paroles et musique d’Élie Chouraqui. J’ai voulu m’éloigner de Paris et de ma famille, être loin de tout le monde. J’avais demandé à mon père et il a accepté. Il était triste de me voir partir. C’était un pensionnat de luxe d’enfants friqués. J’avais trouvé la pension toute seule et décidé d’y aller de ma propre initiative ». Elle garde de ce séjour un excellent souvenir, notamment pour sa pratique du ski.
En mars 1987, à seize ans, elle échappe à un projet d'enlèvement préparé par un groupe de quatre Parisiens, âgés de 20 ans et 21 ans, déjà auteurs de braquages. Se revendiquant d'Action directe, ils avaient minutieusement planifié leur opération, dans le but de réclamer une rançon de 4 millions de francs à Serge Gainsbourg. Ils sont arrêtés par la police à la suite d'une fusillade avec des agents — ils souhaitaient voler leurs uniformes — avant d'avoir pu agir,.

### Carrière cinématographique

#### Débuts et progression (années 1980-1990)

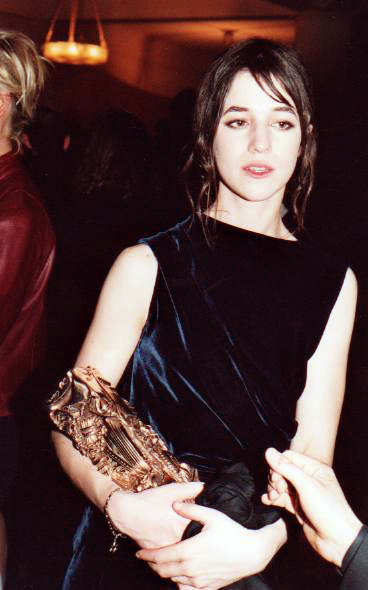
Charlotte Gainsbourg à la des César 2000 pour La Bûche.

Elle commence sa carrière cinématographique très tôt, poussée par sa mère Jane Birkin. Charlotte Gainsbourg a été élève une année au collège alpin Beau Soleil en Suisse, puis au lycée Molière, à Paris. En 1984, Jane Birkin, en tournage sur La Pirate de Jacques Doillon, incite sa fille à passer le casting d’Élie Chouraqui pour Paroles et Musique. Elle obtient ainsi son premier rôle à l’âge de treize ans. L’année suivante, Jacques Doillon lui offre quelques répliques dans La Tentation d'Isabelle qui lui vaut d’être remarquée par Claude Miller. Ce dernier lui offre le rôle principal de son film L'Effrontée. Sa performance est récompensée par le César du meilleur espoir féminin en 1986. Elle travaille ensuite avec Serge Gainsbourg son père (Charlotte for Ever en 1986), puis avec Agnès Varda et sa mère en 1987.
En 1988, Claude Miller fait de nouveau appel à elle pour La Petite Voleuse, sur un scénario de François Truffaut. Avec Merci la vie de Bertrand Blier, Charlotte décide de faire carrière dans le cinéma : « C'est vraiment là que j'ai décidé de continuer à faire ce métier. Avant, je me cachais derrière des prétextes. Je voulais faire bonne figure. Et si on n'allait plus me proposer de rôles ? Cela me terrifiait. Alors je préférais raconter que je ne savais pas si j'allais poursuivre dans cette voie. » (Le Figaro, 23 juin 1996). C’est à ce moment-là que sa carrière semble stagner, malgré ses retrouvailles avec Jacques Doillon dans le rôle principal de Amoureuse, qui sort en 1992. Cette même année, Charlotte Gainsbourg participe à ce qui est à ce jour sa seule production théâtrale en jouant un des deux rôles de la pièce Oleanna de David Mamet lors de sa création parisienne. La mise en scène est assurée par Maurice Bénichou, qui est aussi son partenaire de jeu.
En 1999, la comédie dramatique La Bûche lui vaut son second César : le César de la meilleure actrice dans un second rôle.
En 2000, elle est à l'affiche du drame Passionnément, de Bruno Nuytten et évolue dans deux téléfilms : Les Misérables, de Josée Dayan, et Nuremberg d'Yves Simoneau.

#### Regain critique (années 2000)

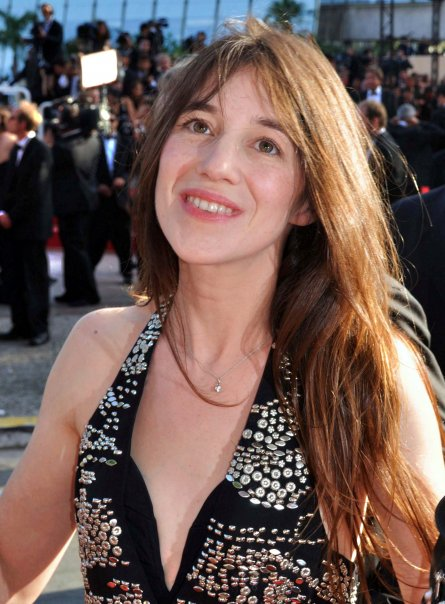
Charlotte Gainsbourg au Festival de Cannes 2009 pour la première mondiale dAntichrist de Lars von Trier.

Sa carrière prend un nouvel élan en 2001 avec la comédie dramatique Ma femme est une actrice avec l'acteur Yvan Attal, son futur mari.
En 2003, elle devient l'égérie de la marque Gérard Darel.
Elle retrouve Attal pour son second film, Ils se marièrent et eurent beaucoup d'enfants, et fait partie du casting du thriller 21 Grammes, où elle joue notamment aux côtés de Sean Penn et Naomi Watts.
En 2005, elle est à l'affiche de deux drames français : L'un reste, l'autre part, de Claude Berri, et Lemming, de Dominik Moll. Les films ne rencontrent cependant pas le succès des précédentes réalisations des cinéastes. De même, en 2006, La Science des rêves ne reçoit pas le même accueil critique et commercial du précédent long-métrage de Michel Gondry, Eternal Sunshine of the Spotless Mind.
Cependant, l'actrice surprend en tête d'affiche d'une comédie romantique décalée : Prête-moi ta main, d'Éric Lartigau. L'actrice y donne la réplique à Alain Chabat, qu'elle avait déjà croisé pour La Science des Rêves et Ils se marièrent et eurent beaucoup d'enfants.
En 2007, elle défend deux projets étrangers : le biopic américain décalé I'm Not There, de Todd Haynes, sur la vie du chanteur folk Bob Dylan ; et le drame historique italien Golden Door, d'Emanuele Crialese.
Dans la nuit du 5 au 6 septembre 2007, elle est opérée d'urgence d'une hémorragie cérébrale, à la suite d'un accident de jet-ski.
En 2008, le drame City of Your Final Destination, de James Ivory, passe inaperçu. Mais l'année suivante, elle est la tête d'affiche de deux projets remarqués et à scandales : Antichrist, de Lars von Trier, et Persécution, de Patrice Chéreau.
La même année, le 27 février, elle préside la 34e cérémonie des César animée par Antoine de Caunes, aux côtés de Sean Penn.
Elle reçoit lors du festival de Cannes 2009 le prix d'interprétation féminine pour son rôle dans Antichrist de Lars von Trier. Le film n'est pas sans susciter une certaine controverse due tant à la violence de certaines scènes qu'à l'ambiguïté du propos.

#### Confirmation (années 2010)

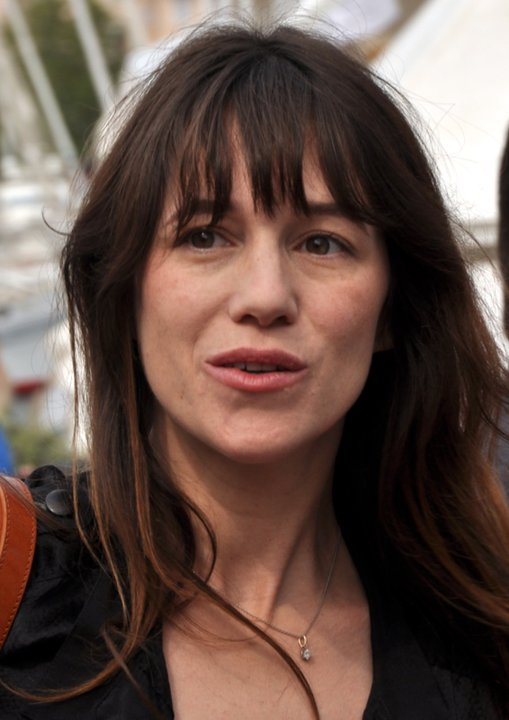
Charlotte Gainsbourg au Festival de Cannes 2011 pour la présentation de Melancholia de Lars von Trier.

En mai 2010, sort une bande dessinée sur Charlotte : Charlotte Gainsbourg mon amour aux éditions Delcourt, un hommage humoristique du dessinateur Fabrice Tarrin qui la représente sous les traits d'un petit canard à la mâchoire prognathe. Elle a déclaré lors d'une interview à propos de son physique : « Ma mâchoire prognathe vient de mon père alcoolique et ma taille, de ma mère mannequin ».
Le 23 mai 2010, c'est Charlotte Gainsbourg qui remet la Palme d'or du 63e festival de Cannes au réalisateur thaïlandais Apichatpong Weerasethakul pour le film Oncle Boonmee, celui qui se souvient de ses vies antérieures.
En 2011, elle retrouve son désormais mentor Lars von Trier pour un second rôle dans Melancholia, cette fois porté par Kirsten Dunst, et en 2013, elle fait partie de la distribution internationale réunie par le cinéaste pour le diptyque Nymphomaniac,.
Du 9 au 19 février 2012, elle est membre du jury du 62e festival du film de Berlin, présidé par le réalisateur Mike Leigh.
Cette même année, elle est à l'affiche du drame franco-britannique Confession d'un enfant du siècle, de Sylvie Verheyde et retrouve son époux Yvan Attal pour son troisième long-métrage en tant que réalisateur avec le remake Do Not Disturb.
Elle quitte la France et s'installe à Greenwich Village, New York, après le décès de sa demi-sœur Kate Barry, en 2013,.
En 2014, elle évolue dans plusieurs projets très différents : d'abord la satire Jacky au royaume des filles, écrite et réalisée par Riad Sattouf, alors couronné du succès des Beaux Gosses. Puis, elle retrouve Attal cette fois en tant qu'acteur pour le drame Son épouse, de Michel Spinosa. Elle forme ensuite deux couples atypiques : d'abord avec le comédien belge Benoît Poelvoorde pour le drame Trois Cœurs, de Benoît Jacquot ; et le gros projet Samba, d'Éric Toledano et Olivier Nakache. Enfin, elle tient l'un des rôles principaux de la comédie dramatique L'Incomprise, réalisée par l'actrice Asia Argento.
En 2015, elle fait partie de la distribution internationale réunie pour le drame Every Thing Will Be Fine par l'acclamé cinéaste Wim Wenders.
L'année 2016 la voit évoluer dans son premier blockbuster hollywoodien, Independence Day: Resurgence de Roland Emmerich, et dans le quatrième long-métrage d'Yvan Attal, le film à sketchs Ils sont partout. Les deux films sont accueillis très tièdement.
En 2017, sort discrètement le polar polonais True Crimes, d'Aléxandros Avranás, porté par Jim Carrey ; un autre projet sorti confidentiellement, le drame israélien Norman, écrit et réalisé par Joseph Cedar ; une autre coproduction internationale, Le Bonhomme de neige, de Tomas Alfredson, avec Michael Fassbender.
Côté cinéma français, elle défend l'acclamé drame Les Fantômes d'Ismaël, d'Arnaud Desplechin, où elle fait face à la star internationale Marion Cotillard. Puis, elle partage l'affiche du drame La Promesse de l'aube avec Pierre Niney, devant la caméra d'Éric Barbier.

#### Années 2020
Sachant sa mère malade, Charlotte Gainsbourg a filmé Jane Birkin pendant six ans. Son documentaire Jane par Charlotte sort au cinéma en janvier 2022 et reçoit un accueil critique favorable. Le film est nommé pour le César du meilleur film documentaire mais ne décroche pas la récompense. La soirée de remise des prix en février 2023 sera la dernière apparition publique de Jane Birkin, quelques mois avant son décès.
En juin 2023, Charlotte Gainsbourg intègre le jury du Prix Méduse qui récompense en août 2023 et lance le succès en librairie du roman La Colère et l'Envie (également prix littéraire de la vocation 2023) de Alice Renard.
Elle revient à la comédie romantique avec le film La Vie pour de vrai réalisé par Dany Boon. L'hebdomadaire Télérama écrit : « L’apparition de Charlotte Gainsbourg change soudain la donne, apportant de l’humour frais et du jeu, par petites touches. Grâce à elle, le film parvient à s’épanouir un peu plus, et tend vers une forme de comédie romantique moins caricaturale ».

### Carrière musicale

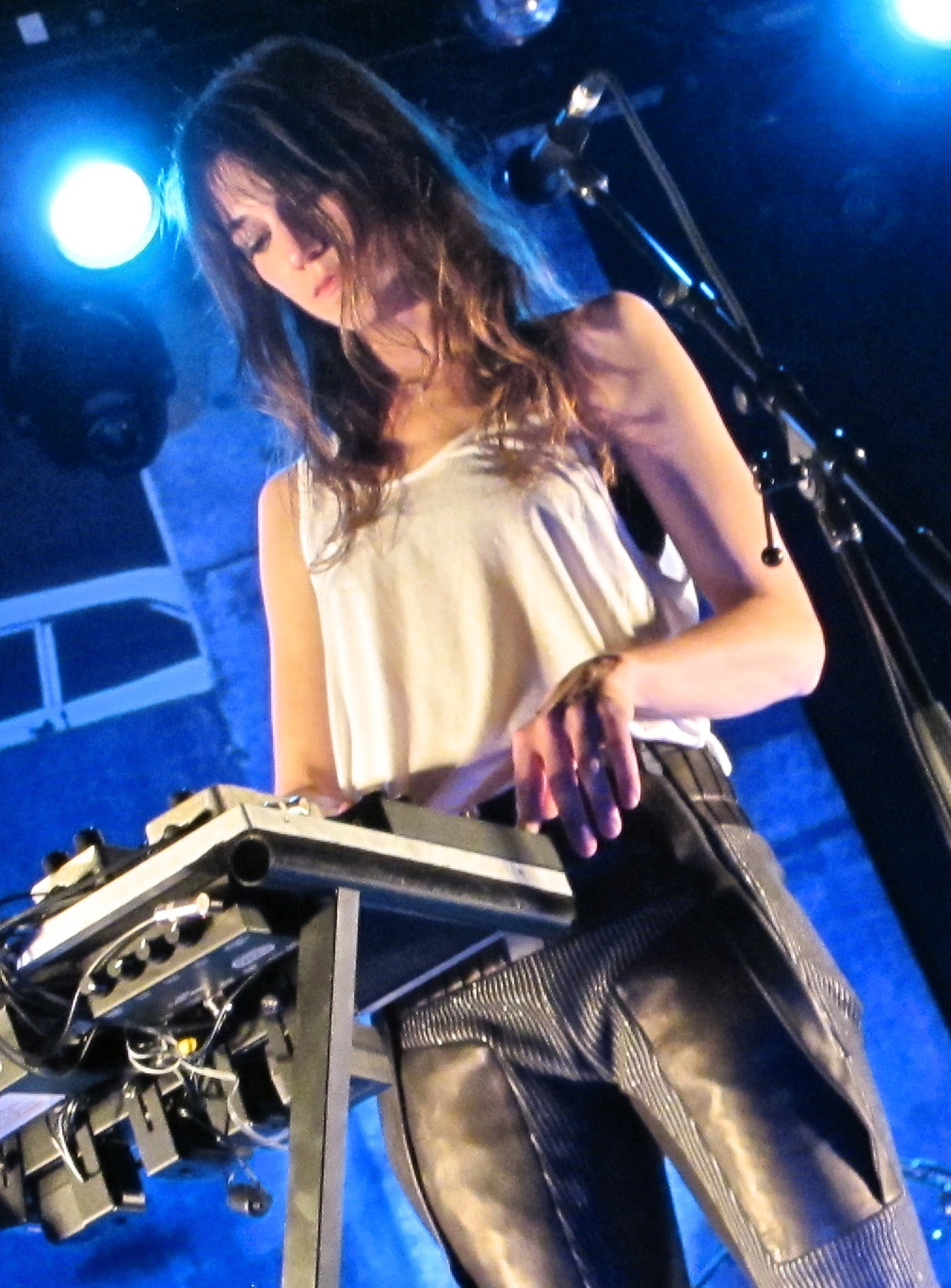
Charlotte Gainsbourg au Webster Hall à New York en 2010.

Elle chante pour la première fois sur l'album de Serge Gainsbourg Love on the Beat, en 1984, où elle chante en duo Lemon Incest avec lui. L'ambigüité du titre de cette chanson est complétée par le clip où Charlotte apparait en petite tenue allongée à côté de son père. Les paroles évoquent « l'amour que nous ne ferons jamais ensemble ».
En 1986, elle récidive avec l'album Charlotte for Ever, écrit par son père. Prenant la pose d'une adolescente difficile, elle chante une série de textes au contenu tout aussi provocant : Charlotte for ever, Plus doux avec moi (les deux en duo avec Serge), Élastique, Zéro pointé vers l'infini.
Pendant huit ans, elle ne chantera plus jusqu'à ce qu'elle s'embarque dans l'aventure des Enfoirés, les chanteurs soutenant les Restos du cœur : en 1994, dans le spectacle Les Enfoirés au Grand Rex, elle interprète Di doo dah, écrite par son père et créée par sa mère, Un autre monde de Téléphone et La chanson des restos de Jean-Jacques Goldman. Elle travaille à nouveau en 2001 pour les Restos du cœur, dans L'Odyssée des Enfoirés où elle interprète, entre autres, une chanson de Renaud, Manu, avec Francis Cabrel, Julien Clerc et un autre comédien, Thierry Lhermitte.
En 1996, elle participe à la bande originale de Love, etc. En 2000, on entend sa voix dans l'album Music de Madonna : le début de la chanson What It Feels Like for a Girl contient quelques paroles prononcées par Charlotte dans le film Cement Garden. Son dernier vrai duo en date est If avec Étienne Daho, sur l'album Réévolution (2003) de ce dernier. En 2005, Charlotte participe à la bande originale de L'un reste, l'autre part, en interprétant la chanson portant ce titre.
Le 28 aout 2006, est sorti son second album 5:55 en collaboration avec le groupe Air, Jarvis Cocker, Nigel Godrich, Pony Ullen, David Campbell et Neil Hannon de The Divine Comedy. L'album comporte des titres en français et en anglais.
Son troisième album, IRM, sorti en décembre 2009. Le titre de l'album fait référence à l'expression médicale « imagerie par résonance magnétique », traitement qu'elle a subi à la suite de son accident de ski. IRM est produit par le musicien américain Beck Hansen, qui signe aussi pratiquement toutes les compositions. L'album comprend une chanson coécrite par Beck et Charlotte Gainsbourg (Greenwich Mean Time) que les deux chantent en duo, un poème de Guillaume Apollinaire mis en musique par Beck (La Collectionneuse) et la reprise d'une chanson québécoise, Le Chat du café des artistes, composée par Jean-Pierre Ferland et Michel Robidoux. L'album est suivi d'une première tournée qui la conduit notamment au Japon.
Son quatrième album Stage Whisper, un album double, sort en 2011. On y trouve sept chansons inédites, dont quatre à nouveau en collaboration avec Beck, et onze titres enregistrés en public pendant la tournée.
Son cinquième album, Rest, sort le 17 novembre 2017. Enregistré à New-York avec l'aide de SebastiAn, Rest contient onze titres, dont un composé par Paul McCartney, qui participe également à l'enregistrement de sa chanson. Cette fois-ci, contrairement aux albums précédents, Charlotte s'implique activement dans l'écriture, signant ou cosignant les textes de presque tous les titres, dont plusieurs sont en français. Les musiques sont essentiellement l'œuvre de SebastiAn. L'album évoque beaucoup Kate, la demi-sœur de Charlotte.
Le premier extrait du même nom, coécrit et composé par Guy-Manuel de Homem-Christo (Daft Punk), est dévoilé début septembre, suivi par les titres Deadly Valentine et Ring-A-Ring O' Roses. Charlotte fait appel à ses enfants (Alice, Joe et Ben Attal) pour jouer dans les clips qui illustrent ces chansons. Pour cet album, elle reçoit en 2018 la victoire de la musique dans la catégorie chanteuse féminine de l'année.
À la fin de cette même année, elle publie un nouveau titre Such a Remarkable Day, suivi peu après par l'EP Take 2. En 2021, elle travaille sur un nouvel album, annoncé pour 2022.

### Vie privée

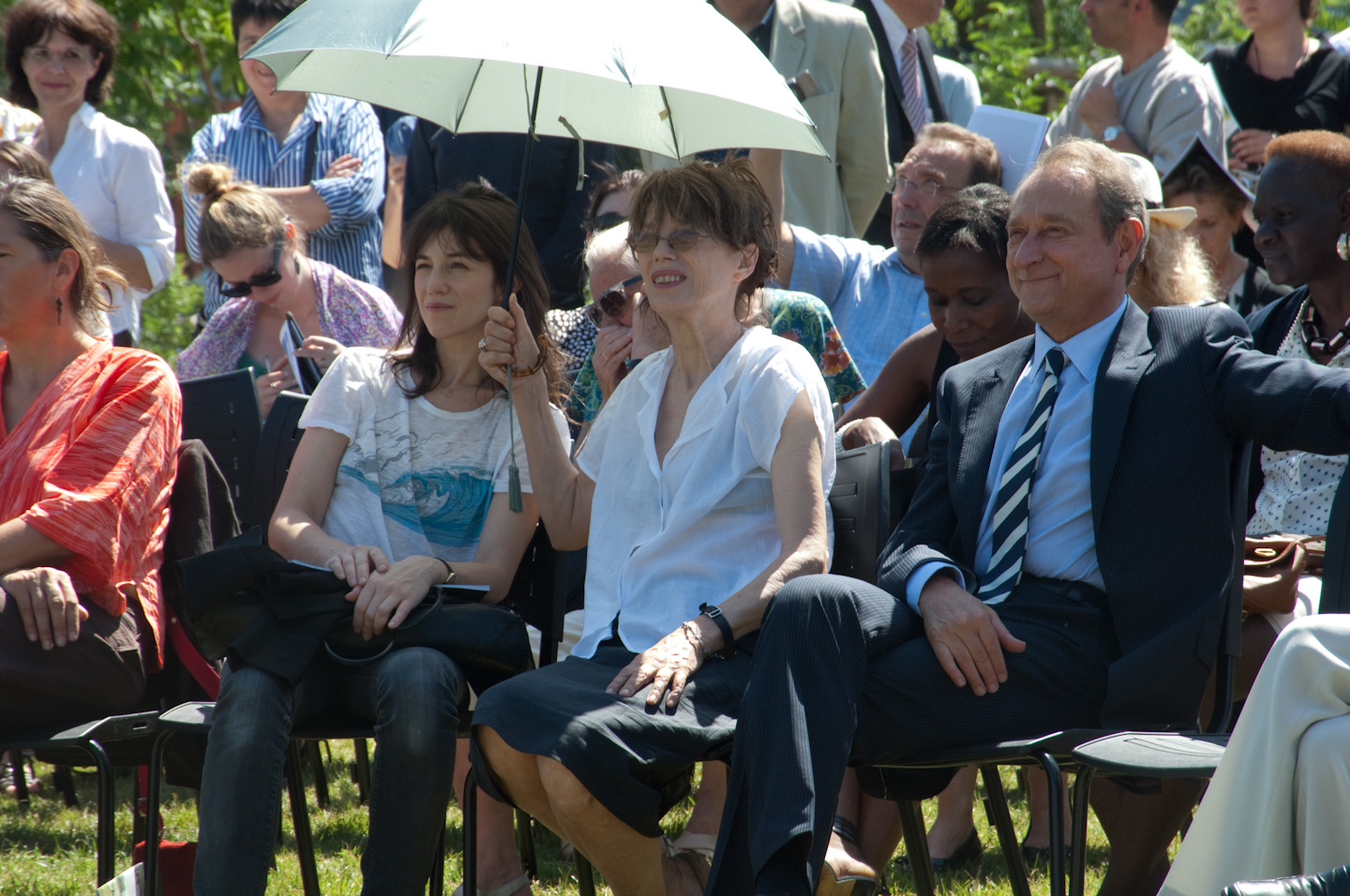
Charlotte Gainsbourg, Jane Birkin et Bertrand Delanoë lors de l'inauguration du Jardin Serge-Gainsbourg à Paris en 2010.

Charlotte Gainsbourg est la compagne depuis 1991 d'Yvan Attal, lui-même comédien et réalisateur. Ils ont ensemble trois enfants : Ben (né en 1997), Alice (née en 2002) et Jo (née en 2011). En 2013, elle s'installe à New York avec ses trois enfants, quittant Paris après la mort de sa demi-sœur Kate Barry, qui vivait également dans la capitale,,.
Elle parle longuement de son père Serge Gainsbourg, se souvenant du clip provocant de Lemon Incest et du tournage de Charlotte for Ever : « Et lui, tel que je le connaissais dans la vie, ne correspondait pas à ce que je découvrais sur un tournage, sur un plateau. Il n'était plus le même. […] Mon père avait plusieurs facettes et je le connaissais, mais devoir au quotidien faire cela et être moi-même dans cette spirale, c'était dur à vivre. » Viendra la disparition, subite, en 1991 : « J'avais 19 ans quand mon père est mort. Je pensais que je ne m'en remettrais pas. […] J'ai fait comme s'il était encore là. […] Pendant des années, j'étais une loque. Yvan m'a récupérée très peu de temps après et il a eu la patience d'attendre, je ne sais pas…, dix ans…, que, petit à petit, j'émerge. Il y avait aussi une complaisance dans le malheur. »
En 2023, elle inaugure la réouverture sous forme de musée de la maison de Serge Gainsbourg au 5 bis, rue de Verneuil dans le 7e arrondissement de Paris, et sa voix en commente la visite.

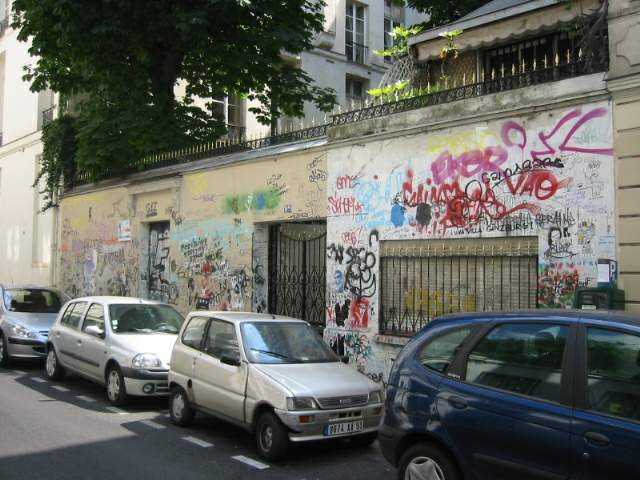
La maison de Serge Gainsbourg au 5 bis, rue de Verneuil, conservée par Charlotte Gainsbourg et transformée en musée.

En 2025, elle signe un appel pour condamner légalement l'antisionisme, comme l'antisémitisme. La même année, elle signe, aux côtés de Bernard-Henri Lévy, Salman Rushdie, Sean Penn ou encore Sting, un appel pour sauver les enfants d’Ukraine déportés en Russie.

## Filmographie

### Cinéma
- 1984 : Paroles et Musique d'Élie Chouraqui : Charlotte Marker
- 1985 : L'Effrontée de Claude Miller : Charlotte Castang
- 1985 : La Tentation d'Isabelle de Jacques Doillon : l'enfant
- 1986 : Charlotte for Ever de Serge Gainsbourg ; Charlotte
- 1987 : Jane B. par Agnès V. d'Agnès Varda : la fille de J.
- 1987 : Kung-fu Master d'Agnès Varda : Lucy / la fille de Mary-Jane
- 1988 : La Petite Voleuse de Claude Miller : Janine Castang
- 1990 : Le Soleil même la nuit (Sole anche di notte) de Paolo et Vittorio Taviani : Matilda
- 1991 : Merci la vie de Bertrand Blier : Camille Pelleveau
- 1991 : Aux yeux du monde d'Éric Rochant : Juliette Mangin
- 1992 : Amoureuse de Jacques Doillon : Marie
- 1991 : Contre l'oubli de Patrice Chéreau
- 1993 : Cement Garden (The Cement Garden) d'Andrew Birkin ; Julie
- 1994 : Grosse Fatigue de Michel Blanc : elle-même
- 1996 : Anna Oz d'Éric Rochant : Anna Oz
- 1996 : Love, etc. de Marion Vernoux : Marie
- 1996 : Jane Eyre de Franco Zeffirelli : Jane Eyre
- 1999 : Suspicion (The Intruder) de David Bailey : Catherine Girard
- 1999 : La Bûche de Danièle Thompson : Milla Robin
- 2000 : Passionnément de Bruno Nuytten : Alice Almeida
- 2001 : Félix et Lola de Patrice Leconte : Lola
- 2001 : Ma femme est une actrice d'Yvan Attal ; Charlotte
- 2003 : 21 Grammes (21 Grams) d'Alejandro González Iñárritu : Mary Rivers
- 2004 : Ils se marièrent et eurent beaucoup d'enfants d'Yvan Attal : Gabrielle
- 2005 : L'un reste, l'autre part de Claude Berri : Judith
- 2005 : Lemming de Dominik Moll : Bénédicte Getty
- 2006 : La Science des rêves de Michel Gondry : Stéphanie
- 2006 : Prête-moi ta main d'Éric Lartigau : Emma
- 2006 : Golden Door d'Emanuele Crialese : Lucy Reed
- 2007 : I'm Not There de Todd Haynes : Claire
- 2009 : The City of Your Final Destination de James Ivory : Arden Langdon
- 2009 : Max et les Maximonstres (Where the Wild Things Are) de Spike Jonze : voix de KW
- 2009 : Antichrist de Lars von Trier : Elle
- 2009 : Persécution de Patrice Chéreau : Sonia
- 2010 : L'Arbre de Julie Bertuccelli : Dawn
- 2011 : Melancholia de Lars von Trier : Claire
- 2012 : Confession d'un enfant du siècle de Sylvie Verheyde : Brigitte
- 2012 : Do Not Disturb d'Yvan Attal : Lilly
- 2013 : Nymphomaniac de Lars von Trier : Joe
- 2014 : Jacky au royaume des filles de Riad Sattouf : la colonelle
- 2014 : Son épouse de Michel Spinosa : Catherine de Rosa
- 2014 : Trois Cœurs de Benoît Jacquot : Sylvie Berger
- 2014 : Samba d'Éric Toledano et Olivier Nakache : Alice
- 2014 : L'Incomprise d'Asia Argento ; Yvonne Casella, la mère
- 2015 : Every Thing Will Be Fine de Wim Wenders : Kate
- 2016 : Independence Day: Resurgence de Roland Emmerich : Catherine Marceaux
- 2016 : Ils sont partout d'Yvan Attal : Mathilde Bensoussan
- 2016 : Dark Murders (Dark Crimes) d'Alexandros Avranas : Kasia
- 2016 : Norman de Joseph Cedar : Alex(andra) Green
- 2017 : Les Fantômes d'Ismaël d'Arnaud Desplechin : Sylvia
- 2017 : Le Bonhomme de neige (The Snowman) de Tomas Alfredson ; Rakel
- 2017 : La Promesse de l'aube d'Éric Barbier : Nina Kacew
- 2018 : Seuls sur Terre (I Think We're Alone Now) de Reed Morano : Violet
- 2019 : Mon chien Stupide d'Yvan Attal : Cécile Mohen
- 2019 : Lux Æterna de Gaspar Noé (moyen-métrage) : Charlotte
- 2020 : Suzanna Andler de Benoît Jacquot : Suzanna Andler
- 2021 : Les Choses humaines d'Yvan Attal : Claire
- 2021 : Sundown de Michel Franco : Alice Bennett
- 2021 : Jane par Charlotte (documentaire) d'elle-même : elle-même
- 2022 : Les Passagers de la nuit de Mikhaël Hers : Élisabeth
- 2022 : The Pale Blue Eye de Scott Cooper : Patsy
- 2022 : The Almond and the Seahorse de Celyn Jones : Toni
- 2023 : La Vie pour de vrai de Dany Boon : Violette
- 2023 : Alpha Gang de Nathan et David Zellner
- 2024 : Nous, les Leroy de Florent Bernard : Sandrine Leroy
- 2024 : Belle de Benoît Jacquot : Cléa
- 2025 : The Phoenician Scheme de Wes Anderson : la première épouse

### Télévision
- 2000 : Les Misérables de Josée Dayan (mini-série télévisée) : Fantine
- 2000 : Nuremberg d'Yves Simoneau (mini-série télévisée) : Marie-Claude Vaillant-Couturier
- 2020 : Dix pour cent, saison 4, épisode 1 Charlotte réalisé par Marc Fitoussi (série télévisée) : elle-même
- 2022 : En thérapie, saison 2, épisodes réalisés par Emmanuel Finkiel : Claire Brunet
- 2023 : Alphonse de Nicolas Bedos : Margot
- 2025 : Étoile d'Amy Sherman-Palladino et Daniel Palladino : Geneviève Lavigne

## Théâtre
- 1994 : Oleanna de David Mamet, mise en scène Maurice Bénichou, Théâtre de la Gaîté-Montparnasse, Paris

## Discographie

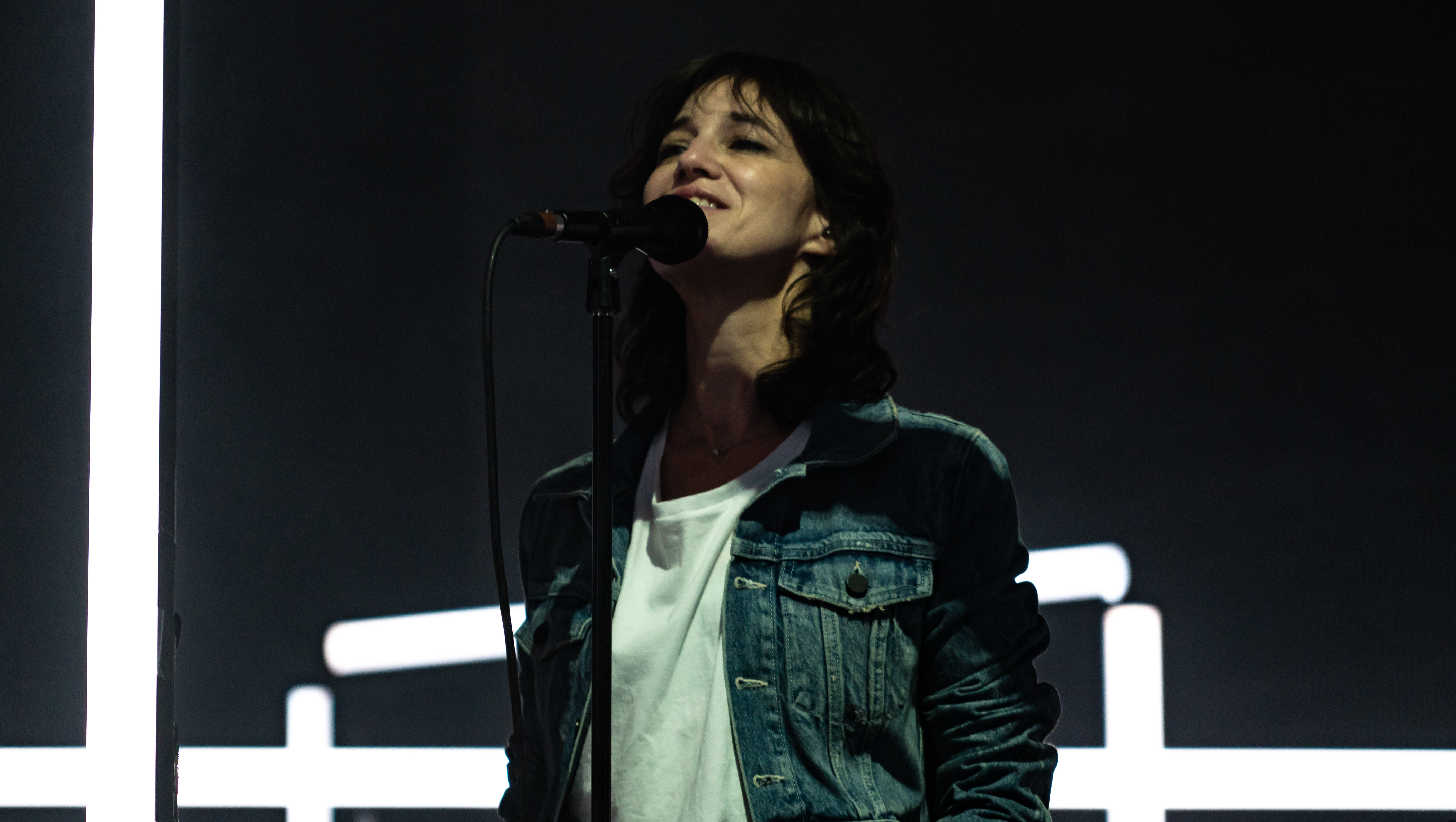
Charlotte Gainsbourg en concert au festival Way Out West en 2018.

### Albums
- 1986 : Charlotte for Ever
- 2006 : 5:55
- 2009 : IRM
- 2011 : Stage Whisper[45]
- 2017 : Rest[46],[47]

### EPs
- 2018 : Take 2

### Collaborations
- 1984 : Lemon Incest en duo avec Serge Gainsbourg sur l'album Love on the Beat
- 1994 : Di doo dah en duo avec Jane Birkin sur l'album Les Enfoirés au Grand Rex
- 1996 : Love etc. / L'Amour etc. sur la bande originale du film Love, etc.
- 2001 : What It Feels Like for a Girl sur l'album Music de Madonna
- 2002 : What Is It Now ? et Using Our Feet sur l'album Have You Fed the Fish ? de Badly Drawn Boy
- 2003 : If en duo avec Étienne Daho sur l'album Réévolution
- 2005 : L'un reste, l'autre part sur la bande originale de L'un reste, l'autre part
- 2007 : The Duelist sur l'album Pocket Symphony d'Air
- 2011 : Mémoir avec Villagers
- 2013 : Hey Joe, bande originale du film Nymphomaniac
- 2021 : Naturopathe, avec Sega Bodega sur l'album Romeo
- 2022 : Lovotic, avec Soundwalk Collective

## Distinctions

### Récompenses
- César 1986 : César du meilleur espoir féminin pour L'Effrontée .
- César 2000 : César de la meilleure actrice dans un second rôle pour La Bûche
- Phoenix Film Critics Society Awards 2004 : meilleure distribution pour 21 Grammes partagée avec Kevin Chapman, Benicio Del Toro, Teresa Delgado, Clea DuVall, Danny Huston, Melissa Leo, Eddie Marsan, Marc Musso, Sean Penn et Naomi Watts
- Prix Raimu de la comédie 2007 : meilleure comédienne pour Prête-moi ta main
- Film Independent Spirit Awards 2008 : Prix Robert Altman de la meilleure distribution pour I'm Not There partagée avec Todd Haynes (réalisateur), Laura Rosenthal (casting director), Cate Blanchett, Christian Bale, Richard Gere, Heath Ledger, Ben Whishaw, Marcus Carl Franklin et Bruce Greenwood
- Festival de Cannes 2009 : Prix d'interprétation féminine pour Antichrist
- Sant Jordi Awards 2010 : meilleure actrice étrangère pour Antichrist
- SESC Film Festival 2010 : meilleure actrice étrangère pour Antichrist
- Bodil Awards 2010 : Meilleure actrice pour Antichrist
- Festival international du film de Bratislava 2010 : meilleure actrice pour L'Arbre
- Ole Awards 2012 : meilleure actrice dans un second rôle pour Melancholia
- Robert 2012 : meilleure actrice dans un second rôle pour Melancholia
- Bodil Awards 2014 : Meilleure actrice pour Nymphomaniac
- Women Film Critics Circle Awards 2014 : Meilleure actrice pour Nymphomaniac
- Victoires de la musique 2018 : Interprète féminine

### Nominations
- César 1989 : César de la meilleure actrice pour La Petite Voleuse
- César 1997 : César de la meilleure actrice pour Love, etc.
- Awards Circuit Community Awards 2003 : meilleure distribution pour 21 Grammes partagée avec Danny Huston, Benicio Del Toro, Danny Huston, Melissa Leo, Eddie Marsan, Sean Penn et Naomi Watts
- César 2007 : César de la meilleure actrice pour Prête-moi ta main
- Chlotrudis Awards 2007 : Meilleure actrice dans un second rôle pour Prête-moi ta main
- Globes de Cristal 2007 : meilleure actrice pour Prête-moi ta main
- International Cinephile Society Awards 2008 : meilleure actrice dans un second rôle pour I'm Not There
- Alliance of Women Film Journalists Awards 2009 : performance la plus brave pour Antichrist
- Prix du cinéma européen 2009 : Meilleure actrice européenne pour Antichrist
- Fright Meter Awards 2009 : meilleure actrice pour Antichrist
- Indiewire Critics' Poll 2009 : meilleure actrice principale pour Antichrist
- Village Voice Film Poll 2009 : meilleure actrice pour Antichrist
- Australian Film Institute Awards 2010 : Meilleure actrice pour L'Arbre
- Central Ohio Film Critics Association Awards 2010 : Meilleure actrice pour L'Arbre
- Chlotrudis Awards 2010 : Meilleure actrice pour Antichrist
- Italian Online Movie Awards 2010 : meilleure actrice pour Antichrist
- Robert 2010 : Robert de la meilleure actrice pour Antichrist
- Scream Awards 2010 : meilleure actrice dans un drame d'horreur pour Antichrist
- César 2011 : César de la meilleure actrice pour L'Arbre
- Prix du cinéma européen 2011 : Meilleure actrice européenne pour Melancholia
- Fangoria Chainsaw Awards 2011 : meilleure actrice pour Melancholia
- Village Voice Film Poll 2011 : meilleure actrice dans un second rôle pour Melancholia
- Bodil Awards 2012 : Meilleure actrice dans un second rôle pour Melancholia
- Italian Online Movie Awards 2012 : meilleure actrice dans un second rôle pour Melancholia
- Saturn Awards 2012 : Meilleure actrice dans un second rôle pour Melancholia
- Prix du cinéma européen 2014 : Meilleure actrice européenne pour Nymphomaniac - Director's Cut
- Italian Online Movie Awards 2015 : meilleure actrice pour Nymphomaniac
- Lumières 2015 : Lumière de la meilleure actrice pour Trois cœurs et Samba
- Robert 2015 : Robert de la meilleure actrice pour Nymphomaniac
- Alliance of Women Film Journalists Awards 2017 : Plus grande différence d'âge entre le personnage principal (1952) et sa promise (1971) pour Independence Day: Resurgence partagée avec Jeff Goldblum.
- Lumières 2018 : Lumière de la meilleure actrice pour La Promesse de l'aube
- César 2018 : César de la meilleure actrice pour La Promesse de l'aube

## Décorations
- Commandeure de l'ordre des Arts et des Lettres (2023)[48] ; officière (2016)[49].

## Dans la fiction
Dans Gainsbourg (vie héroïque) (2010) de Joann Sfar, son rôle est interprété par Orphée Silard.